# Абурі-крикун
Абурі-крикун (Pipile) — рід куроподібних птахів родини краксових (Cracidae). Включає чотири види. Представники роду поширені в Південній Америці.

## Види
- Абурі-крикун чорнолобий (Pipile jacutinga)
- Абурі-крикун червоногорлий (Pipile cujubi)
- Абурі-крикун синьогорлий  (Pipile pipile)
- Абурі-крикун білоголовий (Pipile cumanensis)